# جاكسون تومسون
جاكسون تومسون (7 فبراير 1986 في الهند - ) هو لاعب كريكت هندي. لعب مع نادي مقاطعة ميدلسكس للكريكت ‏ ونادي مقاطعة غلوستر للكريكت ‏ وOxfordshire County Cricket Club ‏ وUnicorns (cricket team) ‏.

## وصلات خارجية
- جاكسون تومسون على موقع إي آس بي آن كريك إنفو (الإنجليزية)